# Eremobia citrina
Eremobia citrina là một loài bướm đêm trong họ Noctuidae.